# Високи привредни суд Републике Бјелорусије
Високи привредни суд Републике Бјелорусије (блр. Вышэйшы гаспадарчы суд Рэспублікі Беларусь) је највиши суд Републике Бјелорусије који разматра привредне, радне и финансијске спорове између државне власти и локалних власти или грађана.
Предмети који су означени државном тајном се такође могу разматрати пред Високим привредним судом. Његово сједиште се налази у престоници Минску.